# Carroll Smalley Page

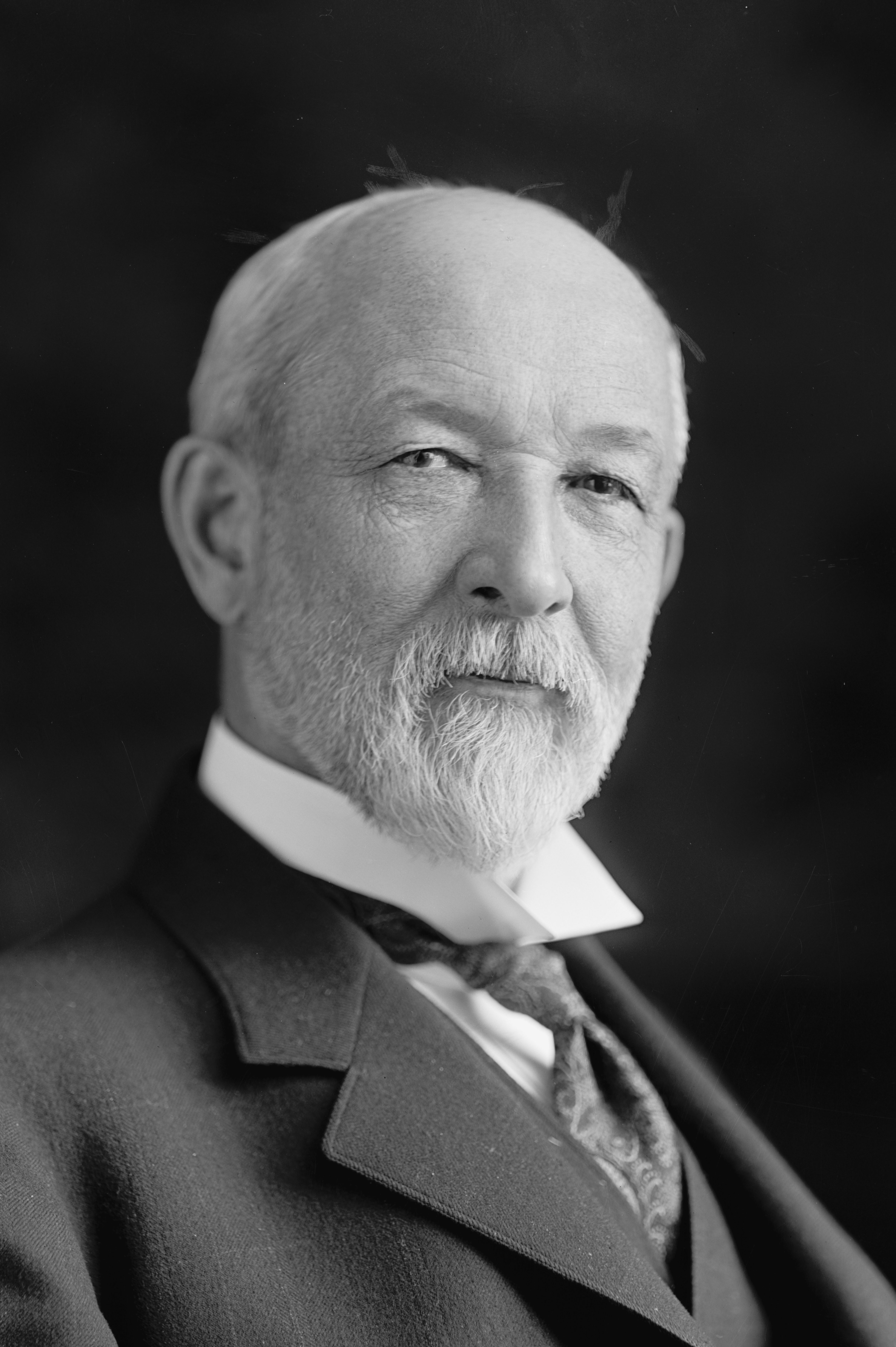
Carroll Smalley Page

Carroll Smalley Page (* 10. Januar 1843 in Westfield, Orleans County, Vermont; † 3. Dezember 1925 in Hyde Park, Vermont) war ein US-amerikanischer Politiker der Republikanischen Partei.
Nach dem Besuch der öffentlichen Schule und zweier Privatschulen verdiente Page seinen Lebensunterhalt zunächst mit dem Verkauf von Kalbshäuten. Später war er in der Wirtschaft als Präsident mehrerer Banken und Gesellschaften tätig. Von 1880 bis 1891 gehörte er der Verwaltung eines Nachlassgerichtes an; von 1884 bis 1888 arbeitete er zudem für die Sparkassenaufsichtsbehörde.
Politisch wurde er 1869 aktiv, als er ins Repräsentantenhaus von Vermont gewählt wurde, dem er bis 1872 angehörte. Von 1874 bis 1876 war er Mitglied des Staatssenats. 1890 wurde Page für eine zweijährige Amtsperiode zum Gouverneur von Vermont gewählt, wobei er sich mit 61,7 Prozent der Stimmen deutlich gegen den Demokraten Herbert Brigham durchsetzte.
Als es 1908 darum ging, einen Nachfolger für den verstorbenen US-Senator Redfield Proctor zu finden, fiel die Wahl auf Carroll Page. 1910 und 1916 wurde er jeweils für sechs Jahre im Amt bestätigt. Nachdem er 1922 nicht für eine erneute Kandidatur in Betracht gezogen worden war, endete seine Amtszeit in Washington am 3. März 1923. Während seiner Zeit im Senat war er Vorsitzender und Mitglied mehrerer Ausschüsse.
Nach dem Ende seiner politischen Karriere kehrte Page nach Hyde Park zurück, wo er zwei Jahre später starb.